# Trisetum baregense
Trisetum baregense là một loài thực vật có hoa trong họ Hòa thảo. Loài này được Laff. & Miégev. miêu tả khoa học đầu tiên năm 1874.